# نوربرت جاك
نوربرت جاك (بالألمانية: Norbert Jacques) (و. 1880 – 1954 م) هو كاتب سيناريو، وصحفي، وكاتب، ومترجم من ألمانيا، ولوكسمبورغ، ولد في مدينة لوكسمبورغ، توفي في كوبلنز، عن عمر يناهز 74 عاماً.

## وصلات خارجية
- نوربرت جاك على موقع IMDb (الإنجليزية)
- نوربرت جاك على موقع مونزينجر (الألمانية)
- نوربرت جاك على موقع ألو سيني (الفرنسية)
- نوربرت جاك على موقع أول موفي (الإنجليزية)
- نوربرت جاك على موقع قاعدة بيانات الأفلام السويدية (السويدية)
- نوربرت جاك على موقع قاعدة بيانات الفيلم (الإنجليزية)